# Lunstädt
Lunstädt ist ein Ortsteil von Braunsbedra im Saalekreis in Sachsen-Anhalt.

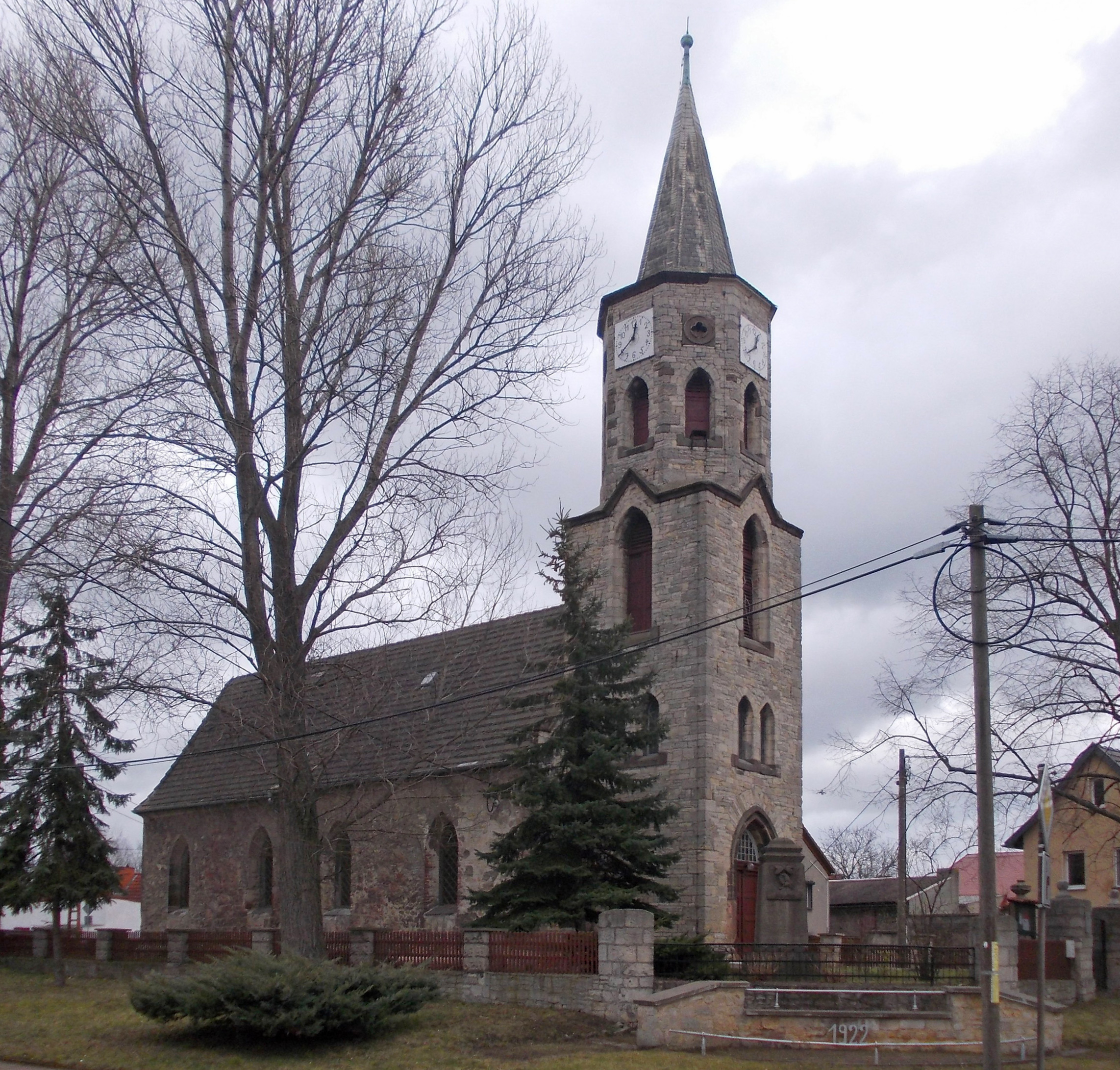
Kirche St. Margarethe

## Geografische Lage

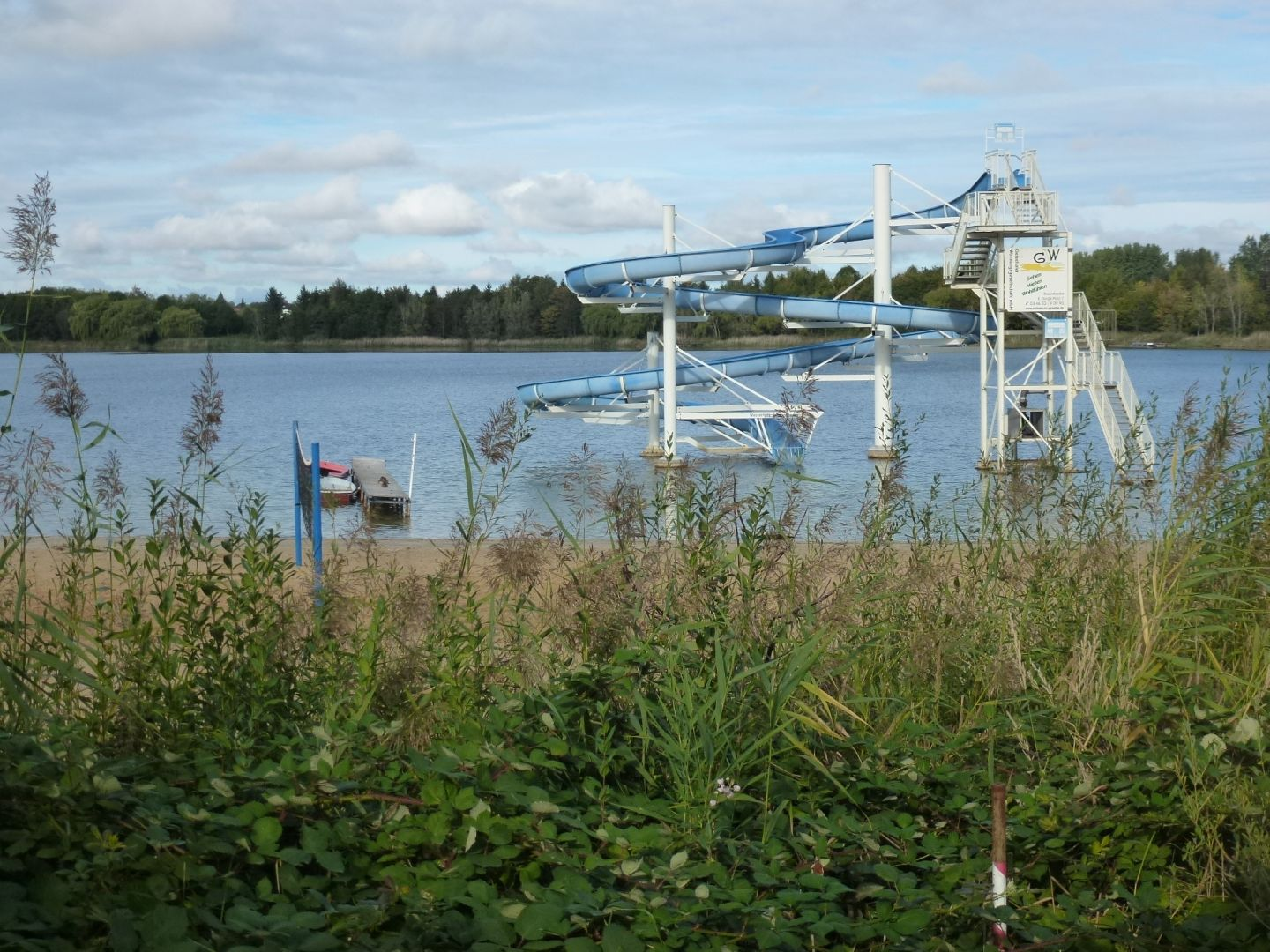
Hasse

Lunstädt liegt am Rand des Geiseltals, südöstlich von Braunsbedra, an der Landstraße zwischen Roßbach und Reichardtswerben. Im Sommer bietet die südlich von Lunstädt gelegene Hasse mit Zeltplatz Gelegenheit zum Baden. Durch die Rekultivierung eines Braunkohlentagebau-Gebiets entstand ein Badesee u. a. mit Campingplatz, Volleyballplätzen und FKK-Strand.

## Geschichte
In einem zwischen 881 und 899 entstandenen Verzeichnis des Zehnten des Klosters Hersfeld wird Lunstädt als zehntpflichtiger Ort im Friesenfeld erstmals erwähnt. Der Ort gehörte wie Nahlendorf bis 1815 zum wettinischen, später kursächsischen Amt Freyburg. Durch die Beschlüsse des Wiener Kongresses kamen beide Orte zu Preußen und wurden 1816 dem Kreis Querfurt im Regierungsbezirk Merseburg der Provinz Sachsen zugeteilt, zu dem sie bis 1944 gehörten.
1927 hatte Lunstädt 322 Einwohner.
Im April 1945 wurde der Turm der Kirche St. Margarethe zu zwei Dritteln durch Panzergranaten zerstört. Bis 1948 erfolgte der Wiederaufbau.
Am 1. April 1937 wurde Nahlendorf eingemeindet. Am 1. Juli 1950 wurde Lunstädt nach Roßbach eingemeindet.